# Fumu
Le fumu est une langue bantoue, du groupe de langues teke, parlée principalement en république du Congo au nord de Brazzaville, et le wuumu (humbu, wumu, wumbu) parlé par les Humbu en république démocratique du Congo à l’est de Kinshasa et en république du Congo est parfois considéré comme un de ses dialectes ou variantes.

## Dialectes
Le wuumu (wuũ) est parfois considéré comme un dialecte ou une variante du fumu.